# Малки титани: В готовност!
„Малки титани: В готовност!“ (на английски: Teen Titans, Go!) е американски анимационен сериал с премиера през 2013 г. по Cartoon Network като част от блока DC Nation. Анимацията е комедиен спин-оф на „Малките титани“ от 2003 г., имащ много малко общо с предшественика си. На 11 юни 2013 г. сериалът е подновен за втори сезон. На 31 юли 2015 г. стартира трети сезон.

## Актьорски състав
- Скот Менвил – Робин
- Хиндън Уолч – Старфайър
- Тара Стронг – Рейвън
- Кари Пейтън – Киборг
- Грег Сайпс – Зверчето

## „Малки титани: В готовност!“ в България
В България сериалът започва излъчване на 15 януари 2014 г. по Cartoon Network България с разписание всеки уикенд от 17:30, като до 29 март се излъчват първите 13 епизода от първи сезон. На 17 май започва излъчването и на 13 епизода. Дублажът е на студио Про Филмс и е нахсинхронен.
| Роля          | Изпълнител                                                  |
| ------------- | ----------------------------------------------------------- |
| Старфайър     | Ася Братанова                                               |
| Рейвън        | Вилма Карталска                                             |
| Зверчето      | Ана-Мария Лалова                                            |
| Робин         | Камен Асенов                                                |
| Киборг        | Ненчо Балабанов                                             |
| Киборг        | Росен Русев                                                 |
| Братко Кръв   | Красимир Куцупаров (сезон 1) Петър Бонев (сезон 3)          |
| Джинкс        | Лина Шишкова                                                |
| Трайгон       | Петър Чернев                                                |
| Фрийказойд    | Симеон Дамянов                                              |
| Други гласове | Станислав Пищалов Кирил Ивайлов Росен Русев Момчил Степанов |